# Кућа Афродите Биало
Кућа Афродите Биало је споменик културе. Налази се у Земуну у улици Главна бр. 45.

## Опис
Кућа у Главној улици бр. 45 у Земуну је стамбено-трговачка једноспратница, подигнута око 1800. године. Састоји се од подрума испод дела зграде, приземља, спрата и карактеристичног високог крова. Грађена је од тврдог материјала, двотрактног је типа и двојне намене. Обликована је у стилу ампира. Фасада је симетрично компонована са главним колским улазом у средини. На главном улазу се налази једна од најлепших примерака сачуваних стилских капија у Старом језгру Земуна. Зграда представља репрезентативни примерак боље грађанске куће свог времена и са суседним кућама у блоку чини јединствену амбијенталну целину.
Кућа се користи до данашњих дана за намену за коју је и изграђена. У приземљу је пословни простор, у локалу са десне стране годинама се налази посластичарница „Мира“ а локал са леве стране је мењао намену ту је била смештена банка па продавница обуће а данас се налази продавница конфекције. На спрату су станови који се користе за становање. Кућу руже климатизери окачени на фасади куће, графити и реклама продавнице.

## Галерија
- Улаз у кућу
- Детаљ улазна врата
- Полеђина улазних врата
- Дворишни изглед куће
- Степениште и улаз за спрат куће
- Кућа Афродите Биало